# Le Beaucet
Le Beaucet település Franciaországban, Vaucluse megyében. Lakosainak száma 381 fő (2022. január 1.). Le Beaucet Gordes, La Roque-sur-Pernes, Saint-Didier, Saumane-de-Vaucluse és Venasque községekkel határos.

## Népesség
A település népességének változása:
| Lakosok száma | 335  | 343  | 356  | 351  | 353  | 355  | 355  | 365  | 381  |
|               | 2013 | 2015 | 2016 | 2017 | 2018 | 2019 | 2020 | 2021 | 2022 |